# Liberalia
Liberalia (łac. Liberaliensis) – stolica historycznej diecezji we Cesarstwie rzymskim w prowincji Numidia. Współcześnie w Algierii. Obecnie katolickie biskupstwo tytularne.

## Biskupi tytularni
| Lp. | Biskup                      | Funkcja                               | Od              | Do               |
| --- | --------------------------- | ------------------------------------- | --------------- | ---------------- |
| 1   | Paul Francis Reding         | biskup pomocniczy Hamilton (Kanada)   | 2 lipca 1966    | 14 Sep 1973      |
| 2   | Jan Śrutwa                  | biskup pomocniczy lubelski            | 25 lipca 1984   | 25 marca 1992    |
| 3   | Jacek Jezierski             | biskup pomocniczy warmiński           | 19 lutego 1994  | 10 maja 2014     |
| 4   | Luis Horacio Gomez González | wikariusz apostolski Puerto Gaitán    | 10 lipca 2014   | 17 kwietnia 2016 |
| 5   | Joseph Đỗ Mạnh Hùng         | biskup pomocniczy Ho Chi Minh         | 25 czerwca 2016 | 3 grudnia 2019   |
| 6   | Charles Ndaka Salabisala    | biskup pomocniczy Kinszasy (DR Konga) | 29 czerwca 2020 |                  |